# 船底座V344
船底座V344，又名CP-56 1865，HD 75311、SAO 236268、HR 3498，是船底座的一颗恒星，视星等为4.49，位于銀經273.9，銀緯-8.41，其B1900.0坐标为赤經8h 44m 7.3s，赤緯-56° -8.41′ 7″。